# Apluda
- Commons
- Wikispecies

Apluda  L. é um género botânico pertencente à família Poaceae, subfamília Panicoideae, tribo Andropogoneae.
O gênero é composto por aproximadamente 25 espécies. Ocorrem na África, Ásia, Australásia e Pacífico.
Na classificação taxonômica de Jussieu (1789), Apluda é um gênero botânico,  ordem  Gramineae,  classe Monocotyledones com estames hipogínicos.

## Sinônimo
- Calamina P.Beauv. (SUS)

## Principais espécies
- Apluda mutica L.
- Apluda varia Hack.
- «PPP-Index Lista de espécies»

## Classificação do gênero
| Sistema | Classificação                   | Referência               |
| ------- | ------------------------------- | ------------------------ |
| Linné   | Classe Triandria, ordem Digynia | Species plantarum (1753) |